# NGC 2676
NGC 2676 é uma galáxia lenticular (S0) localizada na direcção da constelação de Ursa Major. Possui uma declinação de +47° 33' 30" e uma ascensão recta de 8 horas, 51 minutos e 35,6 segundos.
A galáxia NGC 2676 foi descoberta em 24 de Novembro de 1886 por Lewis A. Swift.